# 130
Năm 130 là một năm trong lịch Julius. 